# Кубок Лівану з футболу 2017—2018
Кубок Лівану з футболу 2017—2018 — 46-й розіграш головного кубкового футбольного турніру у Лівані. Титул володаря кубка вп'яте здобув Аль-Ахед.

## Календар
| Раунд        | Дата                 | Матчі | Клуби   |
| ------------ | -------------------- | ----- | ------- |
| Перший раунд | 6-8 жовтня 2017      | 6     | 24 → 18 |
| Другий раунд | 10-11 листопада 2017 | 2     | 18 → 16 |
| 1/8 фіналу   | 15-17 грудня 2017    | 8     | 16 → 8  |
| 1/4 фіналу   | 7-11 лютого 2018     | 4     | 8 → 4   |
| 1/2 фіналу   | 6-7 квітня 2018      | 2     | 4 → 2   |
| Фінал        | 29 квітня 2018       | 1     | 2 → 1   |

## 1/8 фіналу
| Команда 1                | Рахунок      | Команда 2                 |
| ------------------------ | ------------ | ------------------------- |
| 15 грудня 2017           |              |                           |
| Аль-Мабаррах (2)         | 0:2          | Аль-Ахед                  |
| Шабаб Мадждал Анджар (2) | 1:4          | Триполі                   |
| Аль-Ахлі (Набатія) (2)   | 1:3          | Набі Шеет                 |
| Сафа Бейрут              | 2:3          | Аль-Тадамон (Тір)         |
| 16 грудня 2017           |              |                           |
| Шабаб Аль-Сахель (2)     | 1:6          | Аль-Акхаа Аль-Ахлі (Алей) |
| Салам (Згарта)           | 2:2 пен. 4:3 | Аль-Іслах                 |
| Расинг (Бейрут)          | 0:3 дч       | Аль-Ансар                 |
| 17 грудня 2017           |              |                           |
| Неджмех                  | 2:0          | Шабаб Аль-Арабі           |

## 1/4 фіналу
| Команда 1         | Рахунок      | Команда 2                 |
| ----------------- | ------------ | ------------------------- |
| 7 лютого 2018     |              |                           |
| Аль-Ахед          | 1:1 пен. 6:5 | Триполі                   |
| 8 лютого 2018     |              |                           |
| Аль-Ансар         | 0:1          | Неджмех                   |
| 10 лютого 2018    |              |                           |
| Набі Шеет         | 0:2          | Аль-Акхаа Аль-Ахлі (Алей) |
| 11 лютого 2018    |              |                           |
| Аль-Тадамон (Тір) | 1:1 пен. 4:3 | Салам (Згарта)            |

## 1/2 фіналу
| Команда 1         | Рахунок | Команда 2                 |
| ----------------- | ------- | ------------------------- |
| 6 квітня 2018     |         |                           |
| Аль-Ахед          | 3:2     | Аль-Акхаа Аль-Ахлі (Алей) |
| 7 квітня 2018     |         |                           |
| Аль-Тадамон (Тір) | 2:3 дч  | Неджмех                   |

## Фінал
| 29 квітня 2018 16:00 (EEST) |

| Аль-Ахед | 0:0 пен. 4:1 | Неджмех |
| -------- | ------------ | ------- |
|          | Протокол     |         |

| Стадіон ім. Каміль Шамун, Бейрут |